# Pallenoides opuntia
Pallenoides opuntia is een zeespin uit de familie Callipallenidae. De soort behoort tot het geslacht Pallenoides. Pallenoides opuntia werd in 1965 voor het eerst wetenschappelijk beschreven door Stock. 